# Gmina Mjölby
Gmina Mjölby (szw. Mjölby kommun) – gmina w Szwecji, w regionie Östergötland, z siedzibą w Mjölby.
Pod względem zaludnienia Mjölby jest 97. gminą w Szwecji. Zamieszkuje ją 25 326 osób, z czego 49,94% to kobiety (12 647) i 50,06% to mężczyźni (12 679). W gminie zameldowanych jest 488 cudzoziemców. Na każdy kilometr kwadratowy przypada 46,14 mieszkańca. Pod względem wielkości gmina zajmuje 164. miejsce.